# Элементы.ру
Элементы.ру — онлайн-составляющая научно-популярного проекта «Элементы», стартовавшего в 2005 году при активной поддержке фонда Дмитрия Зимина «Династия». В 2007 и 2010 годах сайт «Элементы» стал лауреатом сетевого конкурса «Премия Рунета» в рубрике «Наука и образование».
С февраля 2017 года поддержку «Элементов» осуществляет фонд развития теоретической физики «Базис», основанный Олегом Дерипаской.

## Цели проекта
Глобальные цели проекта могут быть сформулированы следующим образом:
- формирование образа науки как одной из наиболее привлекательных форм человеческой деятельности;
- популяризация научного подхода к окружающей действительности;
- распространение научных знаний в современной и доступной форме;
- проявление «человеческого лица» научного мира: «знакомство» как с выдающимися учёными прошлого, так и с людьми, играющими определяющую роль в современной науке.

## Структура сайта
Авторами новостей являются 108 учёных. Сайт обладает специальным разделом о Большом адронном коллайдере, который ведёт кандидат физико-математических наук Игорь Иванов. Он же автор образовательного проекта «Масштабы: времена» о времени.
16 марта 2017 года сайт перешёл на адаптивный дизайн, более приспособленный для мобильных устройств. При этом для читателя остаётся возможность переключиться на прежний дизайн.

## Фонд «Династия»
Фонд «Династия» основан в 2001 году Дмитрием Зиминым, почётным президентом компании «Вымпелком».
Важнейшие программы Фонда связаны с наукой и образованием, но в то же время Фонд осуществляет программы и в других социально значимых сферах.
Приоритетом деятельности фонда «Династия» является поддержка российской фундаментальной науки и её популяризация в обществе. В апреле 2007 года «Династия» и «Элементы» провели первые публичные лекции по физике.
В мае 2015 года фонд «Династия» был занесён в реестр организаций, выполняющих функции «иностранных агентов». В связи с этим основатель Дмитрий Зимин объявил о прекращении финансирования фонда из личных средств и о возможном его закрытии.